# Cheilanthes christii
Cheilanthes christii là một loài dương xỉ trong họ Pteridaceae. Loài này được Fraser-Jenk. & Yatsk. mô tả khoa học đầu tiên năm 2010.
Danh pháp khoa học của loài này chưa được làm sáng tỏ. 